# Mauser BK-27
 (février 2024).
La mise en forme du texte ne suit pas les recommandations de Wikipédia : il faut le « wikifier ».
Les points d'amélioration suivants sont les cas les plus fréquents. Le détail des points à revoir est peut-être précisé sur la page de discussion.
- Les titres sont pré-formatés par le logiciel. Ils ne sont ni en capitales, ni en gras.
- Le texte ne doit pas être écrit en capitales (les noms de famille non plus), ni en gras, ni en italique, ni en « petit »…
- Le gras n'est utilisé que pour surligner le titre de l'article dans l'introduction, une seule fois.
- L'italique est rarement utilisé : mots en langue étrangère, titres d'œuvres, noms de bateaux, etc.
- Les citations ne sont pas en italique mais en corps de texte normal. Elles sont entourées par des guillemets français : « et ».
- Les listes à puces sont à éviter, des paragraphes rédigés étant largement préférés. Les tableaux sont à réserver à la présentation de données structurées (résultats, etc.).
- Les appels de note de bas de page (petits chiffres en exposant, introduits par l'outil «  Source ») sont à placer entre la fin de phrase et le point final[comme ça].
- Les liens internes (vers d'autres articles de Wikipédia) sont à choisir avec parcimonie. Créez des liens vers des articles approfondissant le sujet. Les termes génériques sans rapport avec le sujet sont à éviter, ainsi que les répétitions de liens vers un même terme.
- Les liens externes sont à placer uniquement dans une section « Liens externes », à la fin de l'article. Ces liens sont à choisir avec parcimonie suivant les règles définies. Si un lien sert de source à l'article, son insertion dans le texte est à faire par les notes de bas de page.
- La présentation des références doit suivre les conventions bibliographiques. Il est recommandé d'utiliser les modèles {{Ouvrage}}, {{Chapitre}}, {{Article}}, {{Lien web}} et/ou {{Bibliographie}}. Le mode d'édition visuel peut mettre en forme automatiquement les références.
- Insérer une infobox (cadre d'informations à droite) n'est pas obligatoire pour parachever la mise en page.

Pour une aide détaillée, merci de consulter Aide:Wikification.
Si vous pensez que ces points ont été résolus, vous pouvez retirer ce bandeau et améliorer la mise en forme d'un autre article.
Le BK 27 (également BK27 ou BK-27 ) (abréviation allemande de Bordkanone, « canon embarqué ») est un canon à barillet de calibre 27 mm fabriqué par Mauser (auourd'hui Rheinmetall). Il a été développé à la fin des années 1960 pour le programme MRCA (Multi Role Combat Aircraft) qui deviendra finalement le Panavia Tornado.
Le BK 27 est un canon à gaz tirant des rafales de cartouches de 27×145 mm, dont le poids du projectile est de 260 g et le poids de la munition complète 516. La plupart des modèles utilisent un système d'alimentation couplé, cependant l'Eurofighter Typhoon utilise une variante spéciale du BK27 qui utilise à la place un système d'alimentation non couplé, destiné à améliorer la fiabilité.

## Conception
Le Mauser BK 27 est utilisé pour le Panavia Tornado, l'Alpha Jet, le JAS 39 Gripen et l'Eurofighter Typhoon. À une époque, Lockheed Martin envisageait une version sous licence pour le F-35 Lightning II.
Rheinmetall a également développé des versions navales télécommandées : les MN 27 GS et MLG 27, installées sur de nombreux navires de la marine allemande. Il s'agit d'un canon unique à cylindre de culasse, actionné par un système à gaz entièrement automatique à allumage électrique. Il tire à une cadence sélective de 1 000 ou 1 700 coups par minute. Le Mauser BK 27 utilise un système d'armement avec des charges pyrotechniques.
Le canon tire principalement des obus HEHC car ceux-ci ont le meilleur effet contre les avions. Il utilise également plusieurs types d'obus perforants.

## Utilisateurs

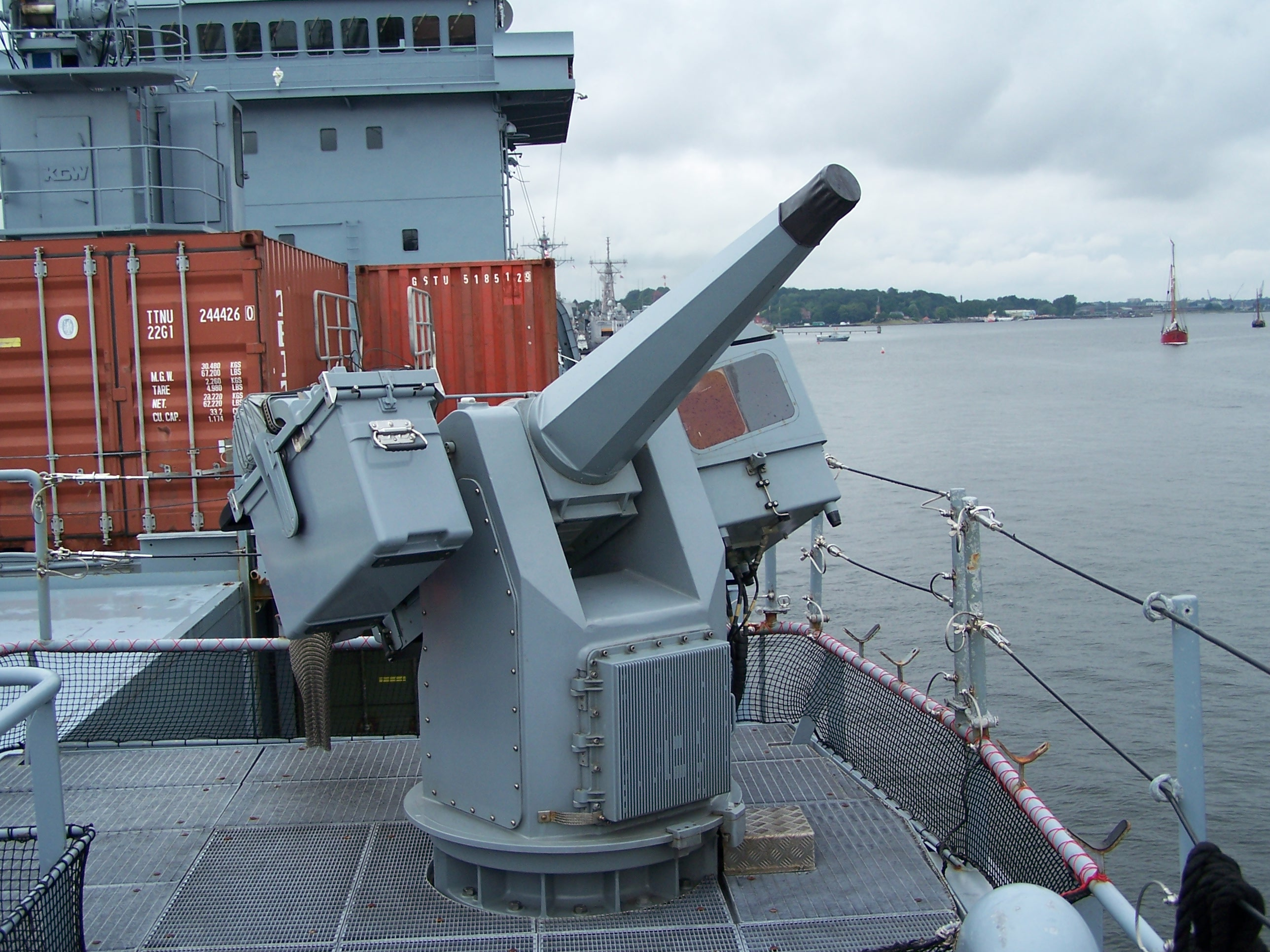
MLG 27 à bord d'un navire ravitailleur de classe Elbe de la marine allemande

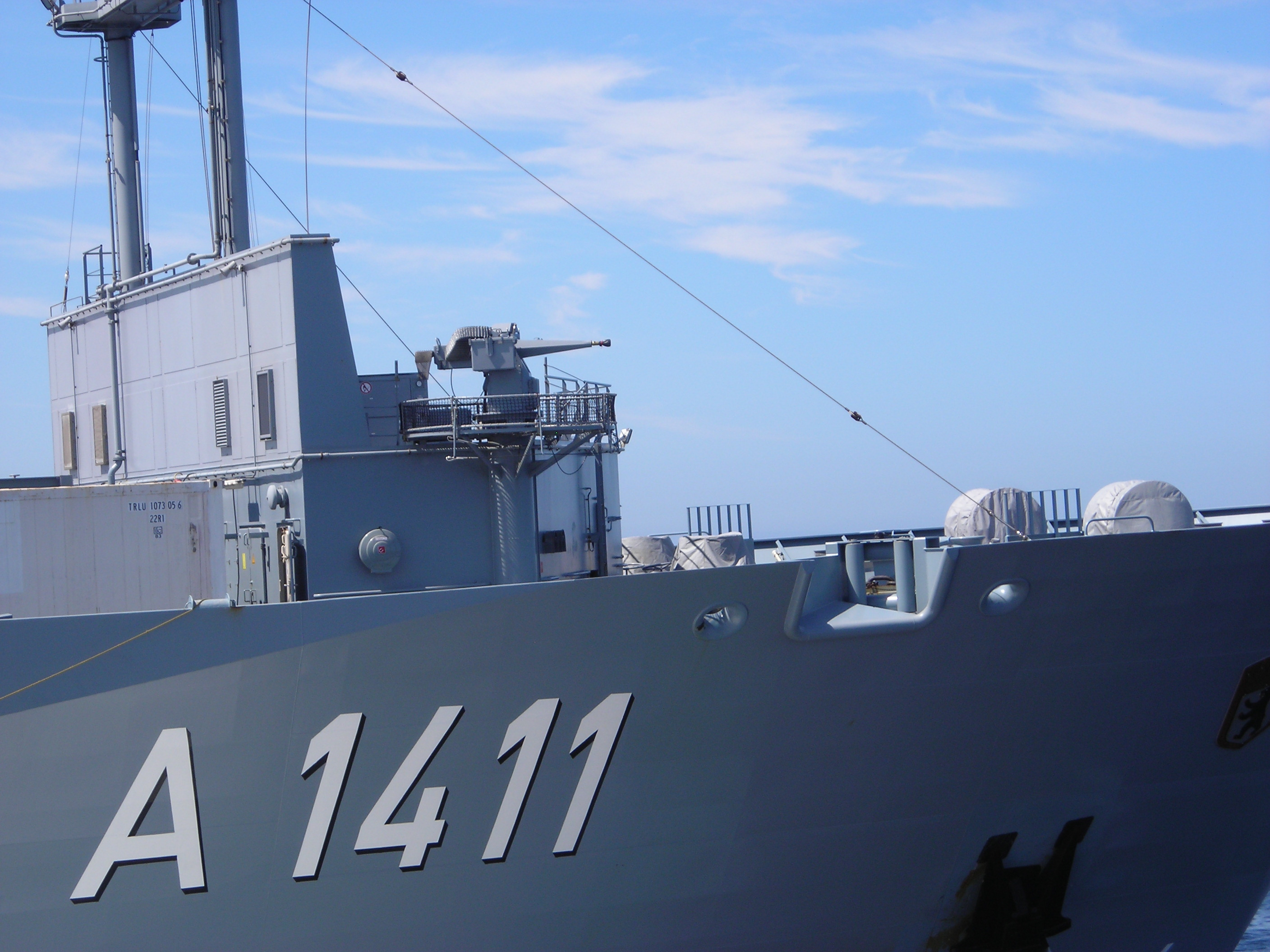
MLG 27 à bord d'un navire ravitailleur de classe Berlin de la marine allemande

### Utilisateurs actuels
Algérie
- Marine algérienne [4]

 Autriche
- Force aérienne autrichienne : Eurofighter

 Brésil
- Force aérienne brésilienne : Gripen [5]

 Brunei
- Marine royale du Brunei

 Cameroun
- Armée de l'Air Camerounaise : Alpha Jet

 Canada
- Services de défense aérienne Discovery : Alpha Jet

 République tchèque
- Force aérienne tchèque : Gripen

 Allemagne
- Armée de l'Air allemande : Panavia Tornado, Eurofighter
- Marine allemande : Canon téléopéré MLG 27

 Hongrie
- Force aérienne hongroise : Gripen

 Italie
- Force aérienne italienne : Panavia Tornado, Eurofighter

 Arabie saoudite
- Force aérienne royale saoudienne : Panavia Tornado, Eurofighter

 Afrique du Sud
- Force aérienne sud-africaine : Gripen

 Espagne
- Force aérienne espagnole : Eurofighter

 Suède
- Force aérienne suédoise : Gripen

 Thaïlande
- Force aérienne royale thaïlandaise : Alpha Jet, Gripen

 Émirats arabes unis
- Marine des Émirats arabes unis

 Royaume-Uni
- Royal Air Force : Eurofighter

### Anciens utilisateurs
Portugal
- Force aérienne portugaise : Alpha Jet

 Royaume-Uni
- Royal Air Force : Panavia Tornado
- QinetiQ : Alpha Jet

## Caractéristiques techniques

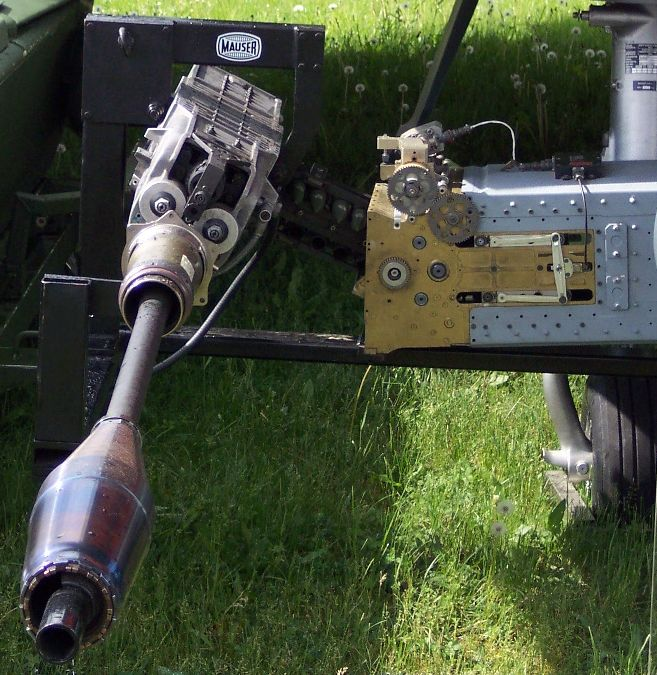
Mauser BK-27 monté sur hélicoptère

- Type : canon à barillet à un seul canon et cinq chambres
- Calibre : 27 mm × 145
- Fonctionnement : canon à barillet
- Longueur : 2,31 m
- Poids (complet) : 100 kg
- Cadence de tir : 1 000-1 700 coups/min
- Vitesse initiale : 1 100 m/s
- Énergie initiale : ~157 300 Joules
- Poids du projectile : 260 g